# TNNT2
TNNT2 (англ. Troponin T2, cardiac type) – білок, який кодується однойменним геном, розташованим у людей на короткому плечі 1-ї хромосоми.  Довжина поліпептидного ланцюга білка становить 298 амінокислот, а молекулярна маса — 35 924.
| 10         |  | 20         |  | 30         |  | 40         |  | 50         |
| ---------- |  | ---------- |  | ---------- |  | ---------- |  | ---------- |
| MSDIEEVVEE |  | YEEEEQEEAA |  | VEEEEDWRED |  | EDEQEEAAEE |  | DAEAEAETEE |
| TRAEEDEEEE |  | EAKEAEDGPM |  | EESKPKPRSF |  | MPNLVPPKIP |  | DGERVDFDDI |
| HRKRMEKDLN |  | ELQALIEAHF |  | ENRKKEEEEL |  | VSLKDRIERR |  | RAERAEQQRI |
| RNEREKERQN |  | RLAEERARRE |  | EEENRRKAED |  | EARKKKALSN |  | MMHFGGYIQK |
| QAQTERKSGK |  | RQTEREKKKK |  | ILAERRKVLA |  | IDHLNEDQLR |  | EKAKELWQSI |
| YNLEAEKFDL |  | QEKFKQQKYE |  | INVLRNRIND |  | NQKVSKTRGK |  | AKVTGRWK   |

A: Аланін

D: Аспарагінова кислота

E: Глутамінова кислота

F: Фенілаланін

G: Гліцин

H: Гістидин

I: Ізолейцин

K: Лізин

L: Лейцин

M: Метіонін

N: Аспарагін

P: Пролін

Q: Глутамін

R: Аргінін

S: Серин

T: Треонін

V: Валін

W: Триптофан

Кодований геном білок за функціями належить до м'язових білків, фосфопротеїнів. 
Задіяний у таких біологічних процесах як поліморфізм, ацетиляція. 